# 891 Gunhild
891 Gunhild eller 1918 DQ är en asteroid i huvudbältet, som upptäcktes 17 maj 1918 av den tyske astronomen Max Wolf i Heidelberg.
Asteroiden har en diameter på ungefär 55 kilometer.